# National Geographic
National Geographic Magazine eller blot National Geographic er et internationalt magasin om naturvidenskab, der udgives af National Geographic Society. Magasinet, der udkommer i 28 lande og på 25 forskellige sprog, lægger særlig stor fokus på billedmaterialet og dybdegående artikler.
Idéen om National Geographic blev til i en forsamling af 33 mænd i Cosmos Club i Washington D.C., USA. Mødets hensigt var – ifølge indbydelsen – at stifte et selskab, National Geographic Society, der kunne "øge og udbrede kendskabet til geografi". Et halvt år senere, i januar 1888, udkom det første nummer af magasinet i USA. Det fik sin debut på det danske marked i september 2000.
I Danmark udgives magasinet af Bonnier Publications A/S.

## Fodnoter
1. 1 2  "Verden i den gule ramme - Med NG på rejse i billedernes verden". National Geographic Danmark. Arkiveret fra originalen 11. juni 2007. Hentet 2007-08-14.